# Whitney Knight
Whitney Kiera Knight (Winston-Salem, 9 gennaio 1993) è una cestista statunitense, professionista nella WNBA.

## Carriera
È stata selezionata dalle Los Angeles Sparks al secondo giro del Draft WNBA 2016 (15ª scelta assoluta).